# Paragoniates alburnus
Paragoniates
Genre
Espèce
Paragoniates alburnus, unique représentant du genre Paragoniates, est une espèce de poissons d'eau douce téléostéens de la famille des Characidae (ordre des Characiformes).

## Répartition
Paragoniates alburnus se rencontre dans le bassin amazonien.

## Description
Paragoniates alburnus peut mesurer jusqu'à 60 mm de longueur totale. C'est une espèce omnivore.

## Systématique
Le genre Paragoniates et l'espèce Paragoniates alburnus ont été décrits en 1876 par le zoologiste autrichien Franz Steindachner (1834-1919),.
Une deuxième espèce est parfois mentionnée,, Paragoniates microlepis Steindachner, 1877, mais son taxon valide est Mimagoniates microlepis (Steindachner, 1877),, dès lors le genre Paragoniates reste monotypique.

## Étymologie
Le nom générique, Paragoniates, composé du préfixe grec ancien παρά, pará, « à côté de », et du genre Agoniates, fait référence à leurs abdomens comprimés de la même manière. Toutefois ces deux genres appartiennent à des familles différentes de l'ordre des Characiformes, Characidae pour Paragoniates et Triportheidae pour Agoniates.
L'épithète spécifique, du latin alburnus, « poisson blanc », fait probablement référence à la coloration pâle et argentée de cette espèce.

## Publication originale
- (de) Franz Steindachner, « Ichthyologische Beiträge (V) », Sitzungsberichte der Kaiserlichen Akademie der Wissenschaften. Mathematisch-naturwissenschaftliche Classe. Abteilung I, Autriche, vol. 74,‎ 1876, p. 49-240 (ISSN 0371-4810, lire en ligne, consulté le 18 août 2023).